# Наумбург (Заале)
Вижте пояснителната страница за други значения на Наумбург.
Наумбург (на немски: Naumburg) е град в Саксония-Анхалт, Германия с 32 816 жители (към 31 декември 2012).
Наумбург се намира на устието на река Унструт в Заале, близо до границата с Тюрингия, 39 km южно от Хале и 30 km северно от Йена. Заобиколен е от хълмистата лозарска територия Заале-Унструт.
Наумбург е споменат за пръв път в документи през 1012 г.

## Исторически забележителности
- Наумбургката катедрала „Свети апостоли Петър и Павел“ е пример за романска и готическа архитектура. Началото на изграждането и датира от началото на XII век. Западният хор на катедралата представлява синтез на архитектурата и скулптурата на зрялата готика с готически шедьоври на скулптурата, експресивни статуи на донаторите и релефи на Страстите Христови на оградата.

12-те учредители на храма са увековечени чрез различни каменни скулптури, сред които е прекрасната фигура на маркграфиня Ута Баленщетска, с право призната за символ не само на град Наумбург, но и на провинция Саксония-Анхалт.
Катедралата се намира в средновековния Стар град.